# 伊萨伯雪蛤
是帘蛤目帘蛤科的一种，舊屬雪蛤屬，今屬蛋糕簾蛤屬。

## 分佈
本物種廣泛分佈於西太平洋:25及印度洋海域，北起日本西南部房總半島、紀伊半島以南及土佐市一帶:25、台灣（台南安平）、金門、中国大陆南中國海沿岸的福建、廣西（北海）、廣東（南澳、碣石、海豐、上川島、閘坡、雷東島、徐聞外羅、烏石港）、海南島（新盈港、三亞、瓊山曲港）、香港、澳大利亞的悉尼、留尼汪及毛里求斯島等地。常栖息在潮间带至潮下带24－78米，浅海沙质和泥沙质的海底。

## 形態特徵
貝殼為三角形，殼為灰白色。殼表有明顯的板狀螺肋，但板狀螺肋有時會在中間有破損，可能是在生活時磨損。殼內為乳白色，在在殼內面接近後方有一褐色塊斑。

## 外部連結
- 維基物種上的相關：伊萨伯雪蛤